# Mimusops elengi
Il bakula (Mimusops elengi L.) è un albero della famiglia delle Sapotacee, diffuso dall'India a Vanuatu.

## Descrizione
È una pianta sempreverde che può raggiungere l'altezza di 16-18 metri.
La corteccia è grigia rossastra, di legno duro.
I fiori sono di colore bianco, con sfumature giallastre.

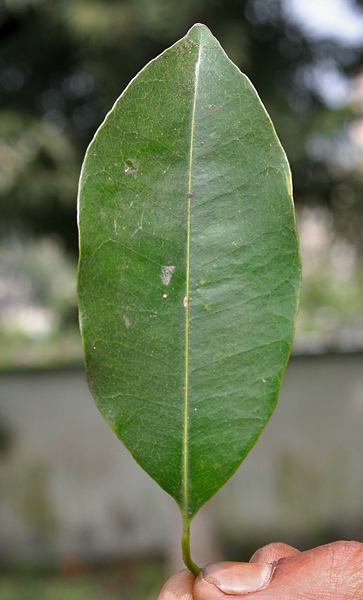
Foglia
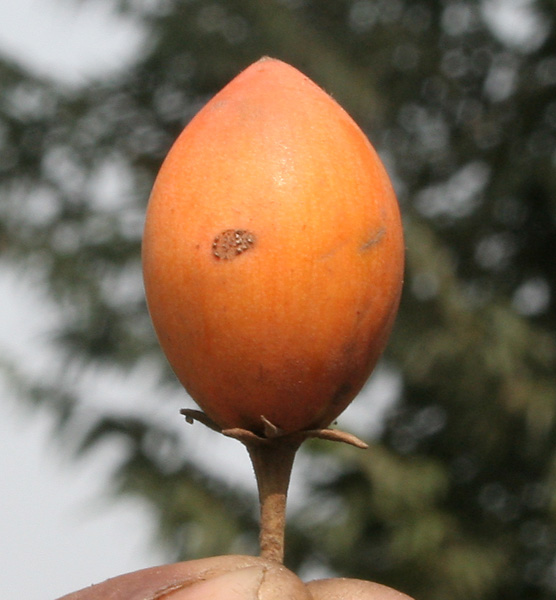
Frutto

## Distribuzione e habitat
Questa specie è diffusa nel subcontinente Indiano, in Indocina, in Malaysia, in Indonesia, nelle Filippine, in Nuova Guinea  e nell'Australia settentrionale; il limite orientale del suo areale è rappresentato da Nuova Caledonia e Vanuatu.